# Jorge Camacho
Jorge Camacho, (Havana, 5 de janeiro de 1934 - Paris, 30 de março de 2011), foi um pintor cubano influenciado pelo surrealismo.
Abandonou seus estudos de Direito, em 1952, para dedicar-se inteiramente à pintura.
No México, em 1959, ele conheceu o pintor José Luis Cuevas e, juntos, eles embarcaram em uma longa viagem às raízes da cultura maia. No mesmo ano chega a Paris, onde encontra seu amigo, o escultor Agustín Cárdenas. Em 1961, conhece o poeta André Breton e junta-se ao grupo surrealista. 
| “ | Todo el mundo habla de surrealismo, pero son muy pocos los que lo comprenden. (Todo mundo fala do surrealismo, mas poucos o entendem). | ” |